# Andrés Murillo
Andrés Felipe Murillo Segura (Zarzal, Valle del Cauca, Colombia; 4 de enero de 1996) es un futbolista colombiano. Actualmente juega en Club deportivo marathon de la Liga Hondubet de Honduras y se desempeña como defensa central.

## Trayectoria

### La Equidad y Santos Laguna
Empezó jugando en la escuela de fútbol Alianza Bolívar a los 7 años de edad, en la cual permaneció durante 8 para después comenzar su trayectoria profesional con las divisiones menores de La Equidad, principalmente en las categorías Sub-17, donde consiguió un subcampeonato, y Sub-20.
Debutó profesionalmente el 10 de septiembre de 2014 en un partido correspondiente a los cuartos de final de la Copa Colombia 2014, en el cual el equipo "asegurador" empató a cero goles con el Patriotas Boyacá. El 9 de noviembre debutó en la Categoría Primera A, en la victoria de La Equidad Seguros sobre Deportivo Cali por marcador de 3-2, en la decimoctava fecha del Torneo Finalización 2014. Anotó su primer gol con La Equidad Seguros el 9 de abril de 2015 en el partido correspondiente a la decimocuarta fecha del Torneo Apertura 2015 contra el Alianza Petrolera, aquel gol significó el empate de 2-2 para su equipo.
El 8 de junio de 2016 se anunció su fichaje en calidad de préstamo por el equipo mexicano Santos Laguna. Disputaría 2 partidos en una temporada con el club azteca.
Tras dos años y medio sin jugar en enero de 2019 reaparece con La Equidad y se mantendría con el equipo asegurador hasta diciembre de 2020.

### Millonarios F.C.
El 1 de marzo de 2021 se confirma su fichaje por el Millonarios FC a préstamo por un año con opción de compra. El 25 de marzo debuta como titular contra Águilas Doradas en el empate a cero goles como visitantes.

## Selección nacional

### Categorías inferiores
Colombia Sub-23
En octubre de 2015 recibió su primera convocatoria a la Selección Sub-23 de Colombia por Carlos Restrepo como parte de la preparación para disputar el partido de repesca internacional contra Estados Unidos para calificar a los Juegos Olímpicos de Río de Janeiro 2016. Anotó su primer gol en un partido amistoso ante Honduras que terminó en empate a un gol. Murillo quedó fuera de la convocatoria para el partido de repechaje, pero de igual forma continuo siendo convocado para las concentraciones posteriores a los Juegos Olímpicos.

## Estadísticas
| Club                   | Div                 | Temporada           | Liga  | Liga  | Copa Nacional | Copa Nacional | Copa Internacional | Copa Internacional | Total | Total |
| Club                   | Div                 | Temporada           | Part. | Goles | Part.         | Goles         | Part.              | Goles              | Part. | Goles |
| ---------------------- | ------------------- | ------------------- | ----- | ----- | ------------- | ------------- | ------------------ | ------------------ | ----- | ----- |
| La Equidad · Colombia  | 1.ª                 | 2014                | 1     | 0     | 1             | 0             | -                  | -                  | 2     | 0     |
| La Equidad · Colombia  | 1.ª                 | 2015                | 31    | 1     | 4             | 0             | -                  | -                  | 35    | 1     |
| La Equidad · Colombia  | 1.ª                 | 2016                | 11    | 1     | 1             | 0             | -                  | -                  | 12    | 1     |
| La Equidad · Colombia  | 1.ª                 | 2019                | 19    | 1     | 1             | 1             | 3                  | 0                  | 23    | 2     |
| La Equidad · Colombia  | 1.ª                 | 2020                | 21    | 0     | 0             | 0             | -                  | -                  | 21    | 0     |
| La Equidad · Colombia  | Total               | Total               | 83    | 3     | 7             | 1             | 3                  | 0                  | 93    | 4     |
| Santos Laguna · México | 1.ª                 | 2016-17             | 0     | 0     | 2             | 0             | -                  | -                  | 2     | 0     |
| Santos Laguna · México | Total               | Total               | 0     | 0     | 2             | 0             | 0                  | 0                  | 2     | 0     |
| Millonarios · Colombia | 1.ª                 | 2021                | 24    | 0     | 1             | 0             | -                  | -                  | 25    | 0     |
| Millonarios · Colombia | 1.ª                 | 2022                | 15    | 0     | 2             | 0             | 0                  | 0                  | 17    | 0     |
| Millonarios · Colombia | 1.ª                 | 2023                | 6     | 0     | 0             | 0             | 0                  | 0                  | 6     | 0     |
| Millonarios · Colombia | Total               | Total               | 45    | 0     | 3             | 0             | 0                  | 0                  | 48    | 0     |
| Total en su carrera    | Total en su carrera | Total en su carrera | 119   | 3     | 12            | 1             | 3                  | 0                  | 135   | 4     |

## Palmarés

### Títulos nacionales
| Títulos         | Club        | País     | Año  |
| --------------- | ----------- | -------- | ---- |
| Copa Colombia   | Millonarios | Colombia | 2022 |
| Torneo Apertura | Millonarios | Colombia | 2023 |